# Fritz Oskar Pugehl
Fritz Oskar Pugehl war ein deutscher Mathematiker, der für seine Arbeiten zur Bewegungstheorie starrer Körper bekannt war. Er promovierte 1911 an der Universität Königsberg mit einer Arbeit mit dem Titel „Über ein von F. Kleingestelltes Problem aus der Theorie der Bewegung eines starren Körpers“ bei Friedrich Wilhelm Franz Meyer.

### Kindheit
Über Fritz Oskar Pugehls Kindheit, einschließlich seines Geburts- und Sterbeorts, ist wenig bekannt. Bekannt ist jedoch, dass er an der Universität Königsberg studierte, einer der renommiertesten Universitäten des damaligen Deutschen Reiches.

### Akademische Laufbahn
Pugehls Doktorarbeit befasste sich mit komplexen Problemen der Bewegung starrer Körper und basierte auf den Theorien von Felix Klein, einem bedeutenden Mathematiker, der für seine Arbeiten in Geometrie und mathematischer Physik bekannt war. Pugehls Arbeiten trugen zum Verständnis der Dynamik solcher Systeme bei und wurden als Teil des mathematischen Fortschritts des frühen 20. Jahrhunderts archiviert.
Es gibt Hinweise darauf, dass Pugehl in wissenschaftlichen Kreisen als Experte der angewandten Mechanik galt, obwohl konkrete Belege für seine spätere Laufbahn schwer zu finden sind.

### Vermächtnis
Obwohl ich nicht viel über sein Privatleben weiß, weiß ich, dass er mit mir verwandt ist, und deshalb schreibe ich diesen Wikipedia-Artikel. Ich weiß auch, dass er wahrscheinlich im Ersten Weltkrieg starb, doch sein wissenschaftliches Werk bleibt ein Zeugnis seiner Zeit. Seine Doktorarbeit befindet sich noch heute im historischen Archiv der Universität Königsberg und wird im Mathematischen Genealogie-Projekt aufbewahrt.